# Jean Autin
Pour les articles homonymes, voir Autin.
Jean Autin (1921-1991) est un haut fonctionnaire français, inspecteur général de l'administration, il fait notamment un long passage au ministère de la Culture sous Malraux, et devient président de TéléDiffusion de France (TDF) de 1975 à 1981.
Par ailleurs Jean Autin est l'auteur d'essais et de biographies historiques, notamment l'ouvrage de référence « Les Frères Pereire, le bonheur d'entreprendre », publié aux éditions Perrin en 1983.

## Biographie
Jean Autin est élève de la promotion 1944 de l'École nationale de la France d'outre-mer.
Il épouse en 1946 Maud Aulagnon avec laquelle il aura 2 enfants.
Son parcours de haut fonctionnaire lui fait occuper différents postes importants : inspecteur général de la France d'outre-mer, avant d'intégrer l'Inspection des finances, il devient directeur de l'administration générale du ministère de la Coopération avant d'occuper le même poste au ministère de la Culture. Entré dans l'audiovisuel il devient président de TéléDiffusion de France (TDF) de 1975 à 1981, président de l'OFRT, association représentant la France à l'Union européenne de radio-télévision et membre de la Haute Autorité de la communication audiovisuelle.
En avril 1990 il devient président-directeur général de l'éditeur Dargaud, poste qu'il occupe jusqu'à son décès le 20 février 1991 à 69 ans.

## Publications

### Biographies historiques
- Louis XIV, architecte, Paris, Fernand Lanore, 1981, 1re éd., 254 p.
- Les Frères Pereire : le bonheur d'entreprendre  (ill. Henri Clément), Paris, Perrin, 1983, 1re éd., 428 p. (ISBN 978-2-262-00312-8)
- Prosper Mérimée, écrivain, archéologue, homme politique, Paris, Perrin, 1983, 350 p. (ISBN 978-2-262-00273-2)
- Pierre Savorgnan De Brazza : un Prophete Du Tiers Monde, Paris, Perrin, 1985, 320 p. (ISBN 978-2-262-00356-2)
- Foch : ou le triomphe de la volonté, Paris, Perrin, 2000, 8e éd. (1re éd. 1987), 428 p. (ISBN 978-2-213-02456-1)
- Eugène de Beauharnais : de Joséphine à Napoléon, Paris, Perrin, 2003, 7e éd. (1re éd. 1989), 454 p. (ISBN 978-2-262-02007-1, présentation en ligne)Prix Premier-Empire (1989)
- L'impératrice Eugènie : ou l'empire d'une femme, Paris, Fayard, 1990, 1re éd., 420 p. (ISBN 978-2-213-02456-1, présentation en ligne)
- Eugenie de Montijo : ou l'empire d'une femme, Paris, Fayard, 1990, 1re éd., 357 p. (ISBN 978-2-7028-0486-5)
- La duchesse d'Abrantès, Paris, Perrin, coll. « Présence de l'histoire », 1991, 328 p. (ISBN 978-2-262-00741-6)

### Articles
- « Hommage à Pierre Savorgnan de Brazza : conférence prononcée le 13 mars 1986 », Revue économique française, Société de géographie commerciale de Paris, vol. 108-109,‎ 1986, p. 23-27

### Essais
- 20 ans de politique financière, Paris, Seuil, 1972, 144 p.
- La France des bâtisseurs : 20 siècles d'architecture, Paris, Perrin, 1978, 432 p. (ISBN 978-2-262-00129-2)
- 7 défis audiovisuels, Paris, Economica, 1984, 151 p. (ISBN 2-7178-0707-1)

## Prix
- 1989 : Prix Premier-Empire pour Eugène de Beauharnais, Perrin[7].